# Puget-Rostang
Puget-Rostang (in occitano Lo Puget Rostanh, da leggersi Rostagn; in italiano Poggetto Rostang, ormai desueto) è un comune francese di 107 abitanti situato nel dipartimento delle Alpi Marittime nella regione Provenza-Alpi-Costa Azzurra. I suoi abitanti sono chiamati Rostagnois in francese, da intendersi Rostagnesi in italiano.

## Geografia fisica
Puget-Rostang è situato a 70 km da Nizza ed a 6 km da Puget-Théniers, capoluogo di cantone.
Il clima è di tipo mediterraneo, tuttavia in ragione dell'altitudine, che attinge i 700 metri, capita che il tempo in inverno sia freddo e pungente, benché soleggiato.
Il paese non è talvolta al riparo dalla caduta di neve.
Il villaggio si situa alla confluenza del torrente "Mairola" e del Rio d'Auvare.
La vallata del Mairola, orientata da est ad ovest, è composta dall'alternanza di marne, calcari e scisti del Cretaceo, ed è dominata dal "Cimaglione" (Cimaillon), monte alto 1.514 metri.

## Architettura
Il villaggio è costruito a ferro di cavallo attorno al torrione, appollaiato alla sommità del testone roccioso aggettante in risalto, il cui habitat è fortemente agglomerato.
I muri frontali e divisori, oltre alle facciate giustapposte, formano delle fasce o bandoni continui che costituiscono una vera cinta, ed il villaggio era un tempo chiuso da porte, per cui la difesa s'organizzava intorno al torrione del paese.
Le fasce o bande di costruzione sposano le curve di livello, delimitando così un reticolo di vie principali parallele, collegate tra esse da passaggi a scale.
Il rilievo accidentato del terreno procura nell'insieme una configurazione a gradini, assicurando ad ogni edificio un soleggiamento sufficiente.
I tetti di tegole delle abitazioni sono d'una struttura molto semplice, ad un'unica falda di pendenza, al fine d'evitare un gran consumo di legname da lavoro, sempre raro, per cui s'utilizza un piano di carpenteria semplificato. La maggior parte dei tetti infatti comportano un solo piano di copertura, appoggiandosi il tetto su due muri laterali della casa di altezza decrescente.

## Storia
Fino al 1100, il territorio di Puget-Rostang avrebbe coperto i comuni attuali di Puget-Rostang, Rigaud ed Auvara. 
Il suo castello è allora situato sul Monte Cimaglione (Mont Cimaillon), e la sua parrocchia è la vecchia chiesa di San Giuliano (Saint Julien).
Una prima divisione del feudo ha luogo all'inizio del XII secolo, ed ha per origine la creazione della signoria di Rigaud.
Nel XIII secolo, i Glandèves, una delle grandi famiglie del "Paese alto", rifiutano di sottomettersi all'autorità dei Conti di Provenza.
Tale confronto prolungato porta alla costruzione od allo "spostamento" di molti castelli da parte di famiglie del "Paese alto" per occupare il terreno, e da parte del conte di Provenza o dei suoi alleati per tentare d'impiantarvisi stabilmente.
È in tale contesto che bisogna situare lo spostamento del Castello di Puget-Rostang sull'attuale sito del villaggio, ed il villaggio si è probabilmente organizzato in questo periodo intorno al suo torrione.
Sin dal XIV secolo, gli abitanti approvano una convenzione con il loro signore, Pons di Daluis, in merito ai "diritti feudali", e nel 1402, tali "diritti di signoria" fanno l'oggetto di "transazioni" tra la popolazione ed Elzéar di Daluis.
Gli abitanti sono organizzati in "Universitas", comunità dotata d'una personalità morale, ed hanno il diritto d'avere loro rappresentanti permanenti, chiamati sindaci (Syndics).
Nel 1528, gli abitanti approvano una nuova convenzione con il loro signore Giorgio di Castellana (Georges de Castellane), e la comunità è diretta da due consoli. Il Consiglio si riunisce nella "casa comune" detta del Santo Spirito (Saint-Esprit).
Nel 1681, il feudo di Puget-Rostang passa alla famiglia Boeri, poi alla famiglia Champoussin nel 1786.
Durante la Rivoluzione francese, i soldati colpiti da scabbia, e cosiddetti "rognosi" nel linguaggio popolare, sono alloggiati nel Torrione del paese, ed infatti truppe più o meno regolari circolavano nella vallata di Puget-Rostang.
L'esodo rurale s'accelera dalla fine del XIX secolo fino agli anni 1960. Nel 1966 è fondata l'Associazione degli Amici del Roudoule, che aveva per vocazione lo sviluppo della valle, e dà alla luce il museo ecologico del "paese del Roudoule", che ha la sede nel paese dal 1986.

## Società

### Evoluzione demografica
Abitanti censiti